# 特许公司

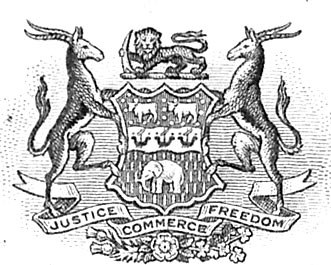
英屬南非公司標誌。

特许公司是政府給予特許，而投资人或股东以贸易、探险、私掠和殖民为目的建立的协会，為現代公司的前身。

## 历史演進
通常这些公司在16世纪及以后的几个世纪里由欧洲的投资人建立，探索非洲、印度、加勒比及北美。他们多由签署该公司的章程的国家赞助著特權來進行殖民地的生意；透過開放特許經營戶，使这些国家可以超出国库资源的限制，引入並利用私人资源来探险和贸易，并从投资人中抽稅获利。20世纪後因為殖民主義退燒，方走入歷史，不過西方的跨國財團們，繼承著過去建立起來的市場優勢，仍然能透過與當地的政府合作，將壟斷賺取的大量獲利輸送至既得利益者的口袋。所以透過這些進展，現代跨國公司基本上沿襲了特許公司的業務。

## 特許公司列表

### 英国
- 1407  倫敦探索家招商公司
- 1555  莫斯科公司
- 1577  西班牙公司(Spanish Company)
- 1579  東方公司
- 1581  土耳其公司(Turkey Company)
- 1588  摩洛哥公司(Morocco Company)
- 1600  不列颠东印度公司a
- 1605  黎凡特公司b
- 1606  弗吉尼亚公司
- 1609  法國公司
- 1629  馬薩諸塞灣公司
- 1629  普羅維登斯島公司
- 1664–1674  皇家西印度公司
- 1670  哈德逊湾公司
- 1672  皇家非洲公司
- 1693  格陵蘭公司
- 1711  南海公司
- c.1792  塞拉利昂公司
- 非洲招商公司 (1821終結)
- 1881  北婆羅洲渣打公司
- 1886  皇家尼日尔公司
- 1889  不列颠南非公司

a 在19世纪成为最大的殖民帝国。
b 由土耳其和威尼斯公司合并而成。

### 法国
- 1560  皇家非洲公司
- 1613  百聯公司
- 1604  迪耶普公司
- 1615  摩鹿加群島公司
- 1626  聖克里斯多夫公司
- 1645  居民公司
- 1660  中國公司
- 1664  西方公司
- 1664  法國東印度公司
- 法國西印度公司
- 1673  塞內加爾公司
- 1682  北灣公司
- 1684  幾內亞公司
- 1698  聖多明各公司
- 1701  亞拓公司
- 1712  西部公司
- 路易斯安那公司
- 1717  密西西比公司
- 西部公司
- 美洲列島公司
- 1748  格魯和米歇爾公司
- 安哥拉協會

### 德国
- 1682  勃蘭登堡非洲公司
- 1882  德国西非洲公司
- 1884  德国新几内亚公司
- 1884  德國東非公司

### 葡萄牙
- 1482  幾內亞公司
- 1888  莫三比克公司
- 1891  尼亞薩公司

### 荷蘭
- 1602  荷兰东印度公司
- 1614–1642  荷蘭北歐公司
- 1614  新荷蘭公司
- 1621  荷兰西印度公司
- 1717  奧斯坦德公司

a Habsburg's Southern Netherlands, in India.

### 斯堪的纳维亚諸国
- 1616  丹麥東印度公司a
- 1671  丹麦西印度公司 (1671)
- 格陵兰皇家公司
- 1638–1655  新瑞典公司b
- 1649–1667  瑞典非洲公司c
- 1731–1813  瑞典東印度公司
- 1786–1805  瑞典西印度公司d
- 1738  瑞典黎凡特公司e

a Governed Danish India from Trankebar.
b Created in connection with the Swedish colony New Sweden (Nya Sverige); absorbed by the Dutch; presently in Delaware.
c On the short-lived Swedish Gold Coast.
d Created in connection with the colonisation of Saint Barthélemy.
e A failed attempt to organise Swedish trade in the eastern Mediterranean region.

### 日本
- 1905  南滿洲鐵道株式會社
- 1908  東洋拓殖株式會社
- 1936  台灣拓殖株式會社a
- 1937  滿洲拓殖公社

a 「拓殖」範圍包括日佔東南亞，在台灣本島則以推進台灣工業化之投資、大規模農林漁業投資為主

### 俄羅斯
- 1799  俄美公司
- 1899  東清鐵路→中東鐵路

### 清朝
- 1777  蘭芳公司

### 腳註
1. 1 2  Björn Hallerdt. . Stockholm: Samfundet S:t Erik. 1994: 9–10. ISBN 91-972165-0-X （瑞典语）.
2. ↑  文/鍾淑敏(中研院臺史所副研究員)圖片提供/央圖臺灣分館.  (PDF). www.ntl.edu.tw.   [2019-01-10]. （原始内容 (PDF)存档于2019-01-11）.

### 文獻
- Chartered companies
- Colonial flags of Mozambique （页面存档备份，存于）
- Ferguson, Niall, 2003. Empire—How Britain Made the Modern World, Allan Lane, London, United Kingdom.
- Hudson's Bay Company （页面存档备份，存于）
- Ross, R., 1999. A Concise History of South Africa, Cambridge University Press, Cambridge, United Kingdom.
- WorldStatesmen （页面存档备份，存于）